# The Kristal
The Kristal är ett datorspel, utgivet 1989 för Amiga. Det konverterades senare för Atari ST och IBM PC. Spelet utvecklades i Storbritannien av Fissionchip Software, publicerades i Europa av Addictive Games och i USA av Cinemaware. Det baseras på pjäsen The Kristal of Konos, skriven 1976 av Rodney Wyatt och Michael Sutin som även var inblandade i spelproduktionen. Patrick Moore - den kände amatörastronomen och programledaren från BBC:s The Sky at Night - lånade ut sin röst till spelets prolog.
Man spelar rollen som Dancis Frake, en ung pirat som på uppdrag av Kring of Meltoca försöker finna en kristall. Det är ett äventyrsspel med inslag av både fäktning och shoot 'em up.